# Катастрофа Ан-124 в Иркутске
Катастрофа Ан-124 в Иркутске — крупная авиационная катастрофа, произошедшая в субботу 6 декабря 1997 года. Транспортный самолёт Ан-124-100 566-го военно-транспортного авиаполка ВВС России выполнял рейс по маршруту Москва — Иркутск — Владивосток — Камрань, но во время вылета из Иркутска у него отказали 3 из 4 двигателей. Поднявшись на высоту 66 метров, самолет потерял управление и рухнул на жилые дома микрорайона Авиастроителей и полностью разрушился. В катастрофе погибли 72 человека — все 23 человека в самолёте (14 пассажиров и 9 членов экипажа) и 49 на земле.
В 1999 году на месте одного из разрушенных домов в память о погибших была построена Церковь Рождества Христова.
В посёлке Сеща, где базировался самолёт, на аллее героев стоят мемориальные доски с именами, фамилиями и биографиями погибшего экипажа.

## Самолёт
Ан-124-100 (регистрационный номер RA-82005, заводской 4516003, серийный 01-07) был выпущен в 1985 году (первый полёт совершил 30 октября) и первоначально под б/н СССР-82005 эксплуатировался авиакомпанией «Аэрофлот» (КБ Антонова).
14 февраля 1988 года был передан ВВС СССР (566-й военно-транспортный авиационный полк, место базирования — аэродром Сеща), в них получил б/н 08; с 1992 года — в составе ВВС России, бортовой номер сменился на RA-82005, б/н в ВВС остался тот же — 08. Оснащён четырьмя двухконтурными трёхвальными турбореактивными двигателями Д-18Т производства Запорожского машиностроительного КБ «Прогресс». На день катастрофы совершил 576 циклов «взлёт-посадка» и налетал 1034 часа.

## Экипаж
Состав экипажа борта RA-82005 (08) был таким:
- Командир экипажа (КВС) — подполковник Владимир Архипович Фёдоров.
- Помощник командира экипажа — майор Михаил Юрьевич Брюханов.
- КВС-инструктор — подполковник Владимир Владимирович Иванов.
- Штурман — майор Александр Иванович Батяев.
- Штурман — майор Анатолий Анатольевич Пристенский.
- Старший штурман-инспектор, заместитель главного штурмана ВТА — полковник Иван Сигарев (заслуженный военный штурман РФ).
- Бортинженер — майор Иван Степанович Бессонов.
- Бортинженер — майор Виталий Петрович Олефир.
- Бортинженер — майор Иван Иванович Артюхин.
- Бортрадист — старший прапорщик Андрей Алексеевич Ворошилов.

## Хронология событий
6 декабря 1997 года Ан-124-100 борт RA-82005 (08) перевозил во Вьетнам два истребителя Су-27УБК общей массой 40 тонн, собранных Иркутским авиационным заводом. Кроме экипажа из 9 человек, на борту самолёта находились ещё 14 пассажиров.

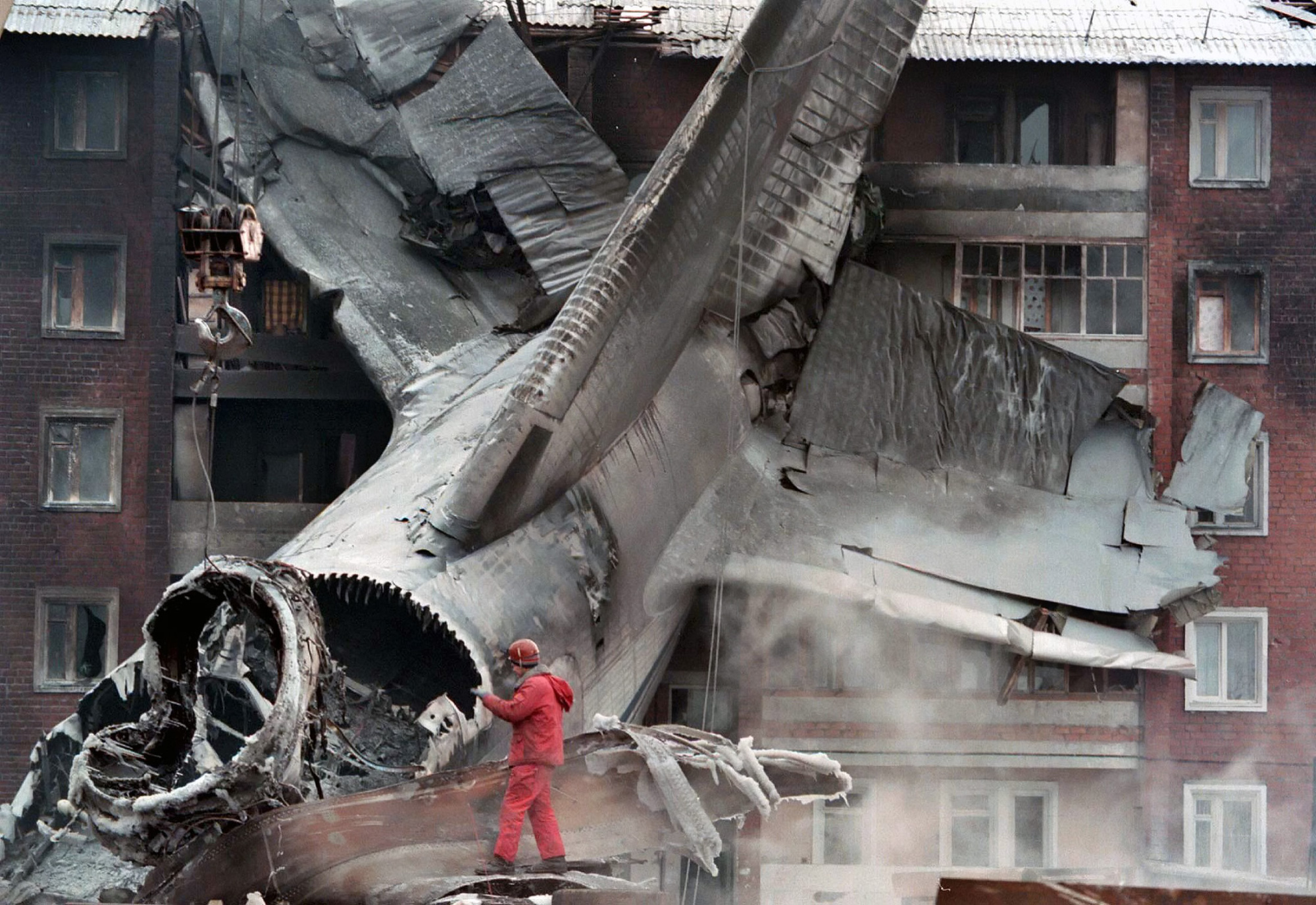
Хвостовая часть самолёта после катастрофы

Метеоусловия при взлёте были благоприятными — штиль, температура воздуха — −20 °C, видимость 3000 метров. С момента взлёта до падения прошло 35 секунд.
В 14:42 IKT самолёт вылетел из Иркутска. Через 3 секунды после отрыва от взлётно-посадочной полосы на высоте 5 метров в условиях роста угловой скорости по тангажу произошёл помпаж двигателя № 3 (правый крайний), в результате которого тот отключился. Спустя 6 секунд на высоте 22 метра произошла остановка двигателя № 2 (левый крайний) с признаками штатного выключения. Ещё через 2 секунды под влиянием скольжения и большого угла атаки (не превышающего максимально допустимый) на высоте 66 метров произошёл помпаж двигателя № 1 (левый внутренний), после чего самолёт перешёл на снижение.
Попытка удержать самолёт на одном работающем двигателе не увенчалась успехом, и борт RA-82005 (08) с левым креном и малой поступательной скоростью рухнул на дом № 45 по улице Гражданской. Хвостовая часть самолёта существенно задела дом № 120 по улице Мира (вертикальный хвостовой стабилизатор опёрся на его стену), а остальные обломки задели здание детского дома.
В катастрофе погибли все находившиеся на борту самолёта 23 человека (9 членов экипажа и 14 пассажиров), а также 49 человек на земле, в том числе 14 детей.
В результате разрушения жилого дома № 45 более 70 семей остались без жилья. На тяжесть катастрофы в немалой степени повлияли десятки тонн вытекшего и мгновенно воспламенившегося авиационного топлива. 7 — 8 декабря завалы были разобраны. Дом признали аварийным.

## Расследование

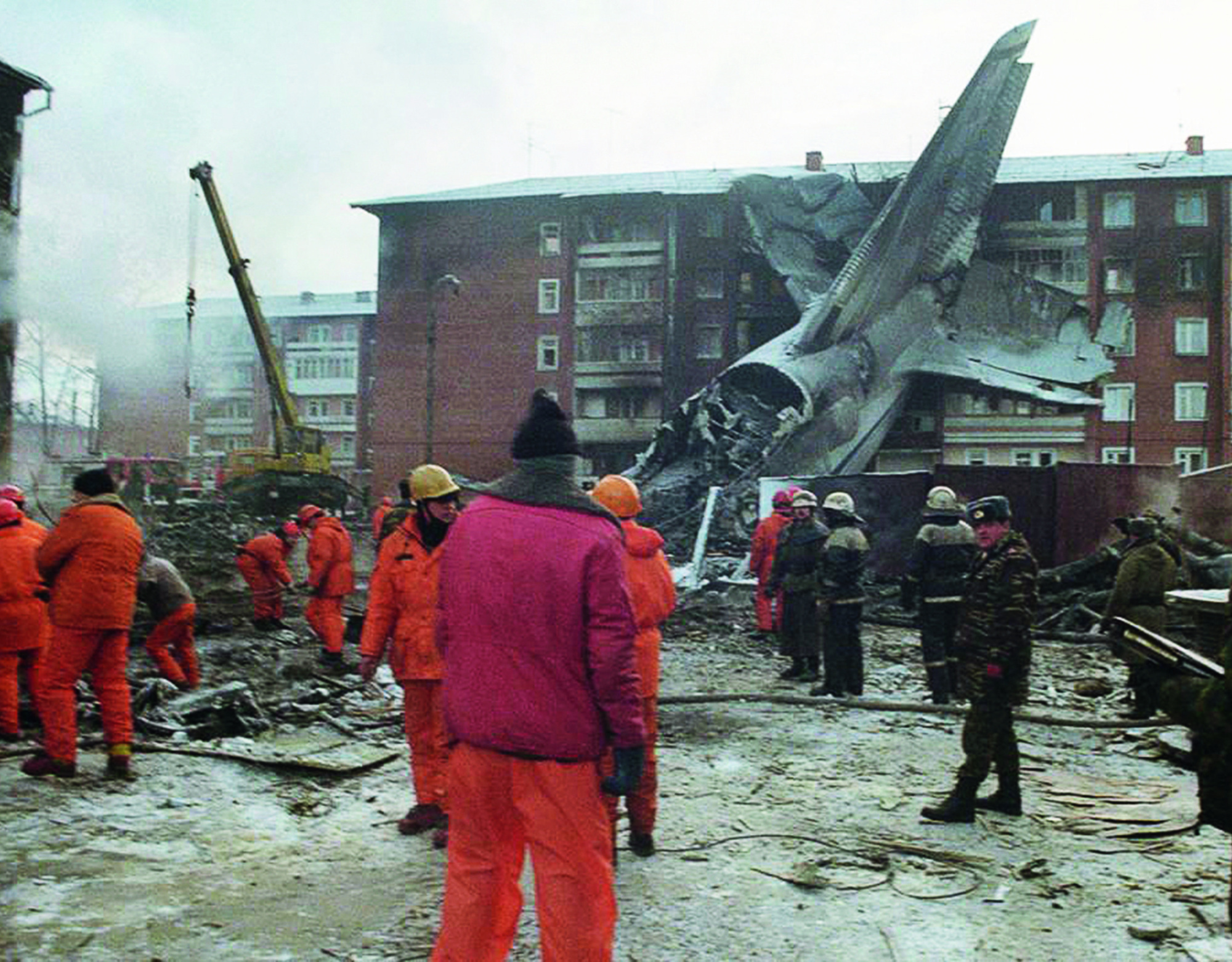
Ликвидация последствий авиакатастрофы Ан-124 в Иркутске

Для расследования причин катастрофы борта RA-82005 (08) была создана специальная комиссия.
Запись переговоров экипажа не сохранилась: оба бортовых самописца оказались в центре пожара и были сильно повреждены.
11 февраля 1998 года были оглашены результаты расследования причин катастрофы правительственной комиссией, которая установила, что самолёт упал из-за конструктивных недостатков двигателей Д-18Т, выпущенных украинским предприятием «Мотор Сич»: двигатели № 1 и № 3 отключились на ВПП, когда самолёт ещё не взлетел. Уже в воздухе сработал электроклапан остановки двигателя № 2. Сразу после катастрофы эксперты предположили, что отказ произошёл из-за смешения так называемого летнего и зимнего авиатоплива, которое по вине наземных служб могло быть залито в баки борта RA-82005 (08). Однако члены комиссии установили, что двигатели вышли из строя из-за конструктивных недоработок (это, по крайней мере, можно сказать о двигателях № 1 и № 3). Почему сработал электроклапан остановки двигателя № 2, установить не удалось: после падения самолёта от него практически ничего не осталось. Комиссия пришла к выводу о необходимости замены двигателей Д-18 первой серии на двигатели третьей серии на всех 20 самолётах Ан-124, эксплуатировавшихся в тот момент в России, на что, по предварительным подсчётам, требовалось около 200 000 000 долларов США.

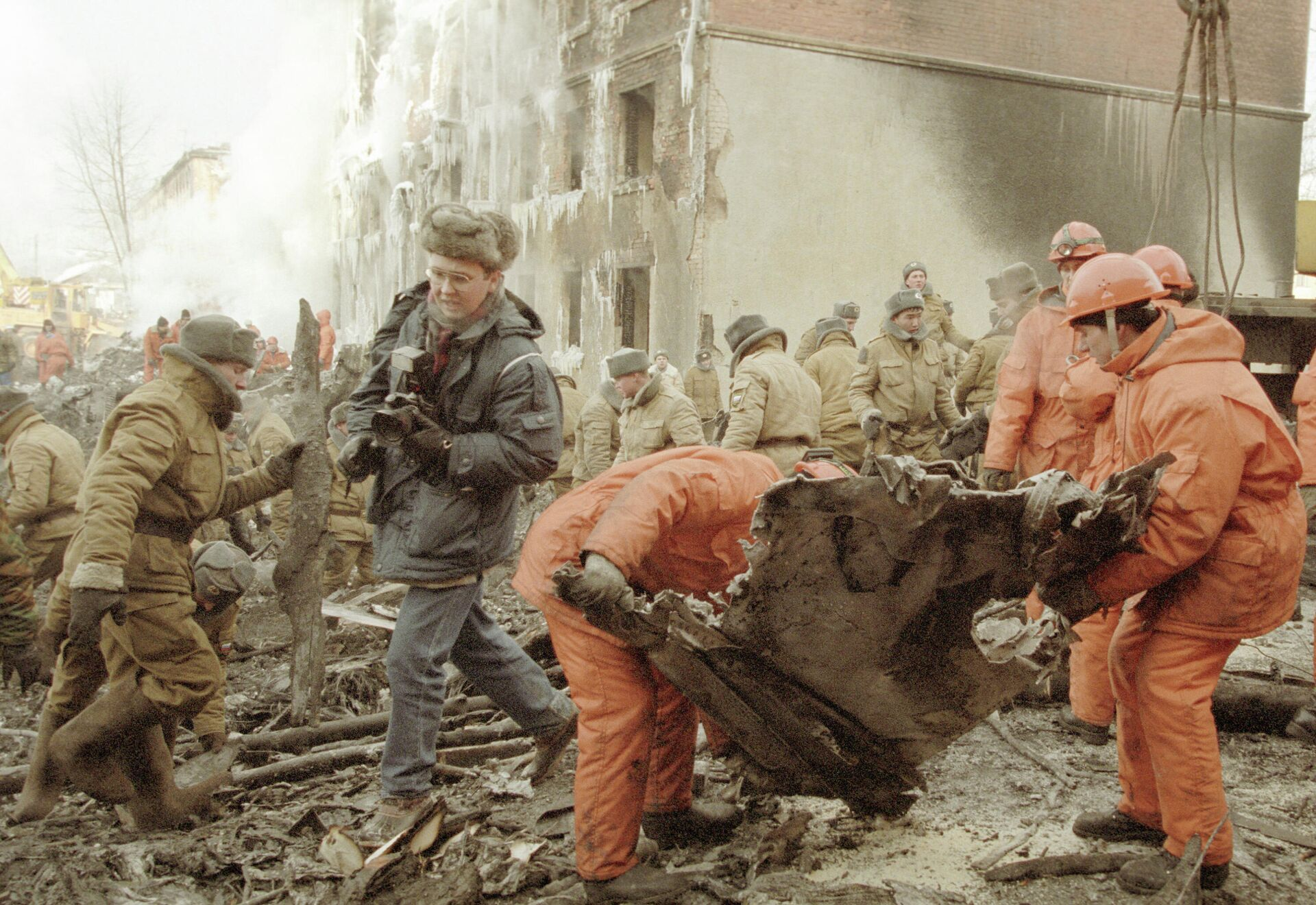
Спасатели и фотокорреспондент газеты «Известия» Константин Завражин на месте разрушенного жилого дома № 45 по улице Гражданской

3 марта 1998 года председатель правительства РФ Виктор Черномырдин не согласился с выводами комиссии и счёл целесообразным привлечь к дополнительному расследованию причин катастрофы гражданских специалистов. Украинские двигателестроители также не согласились с результатами расследования российской военной комиссии и заявили, что считают одной из причин трагедии скопление значительного количества ледяной крошки в топливной системе самолёта.
В 2014 году бывший начальник службы безопасности полётов ВВС РФ (с 1993 по 2002 годы), член комиссии по расследованию авиапроисшествий с воздушными судами, генерал-майор авиации Борис Туманов в интервью сообщил, что причиной катастрофы стал отказ трёх двигателей в результате помпажа, вызванного их конструктивным дефектом — низкой газодинамической устойчивостью. Туманов уточнил, что двигатель № 1 отказал через 6 секунд после взлёта, двигатель № 2 ещё через 6 секунд, через 2 секунды — двигатель № 3.
Туманов полностью возложил вину на производителя двигателя, заявив, что представители Украины были приглашены в Москву на совещание, где им были представлены доказательства, а также статистика: с 1987 по 1997 годы произошли 60 отказов двигателя Д-18Т — 23 на разбеге по ВПП (7 из них после отрыва от ВПП), 15 в полёте, 4 при посадке, 3 при опробованиях и стендовых испытаниях и 42 из-за малого запаса газодинамической устойчивости. Доводы украинской стороны о том, что двигатели остановились из-за заправки некачественным авиатопливом с примесью воды, были опровергнуты комиссией МАК. Туманов готовил переписку президента России Бориса Ельцина с президентом Украины Леонидом Кучмой и утверждает, что Ельцин получил письмо от Кучмы, в котором тот настаивал на невиновности запорожского завода, и что из-за политических причин наказания за катастрофу никто не понёс.

## Версии

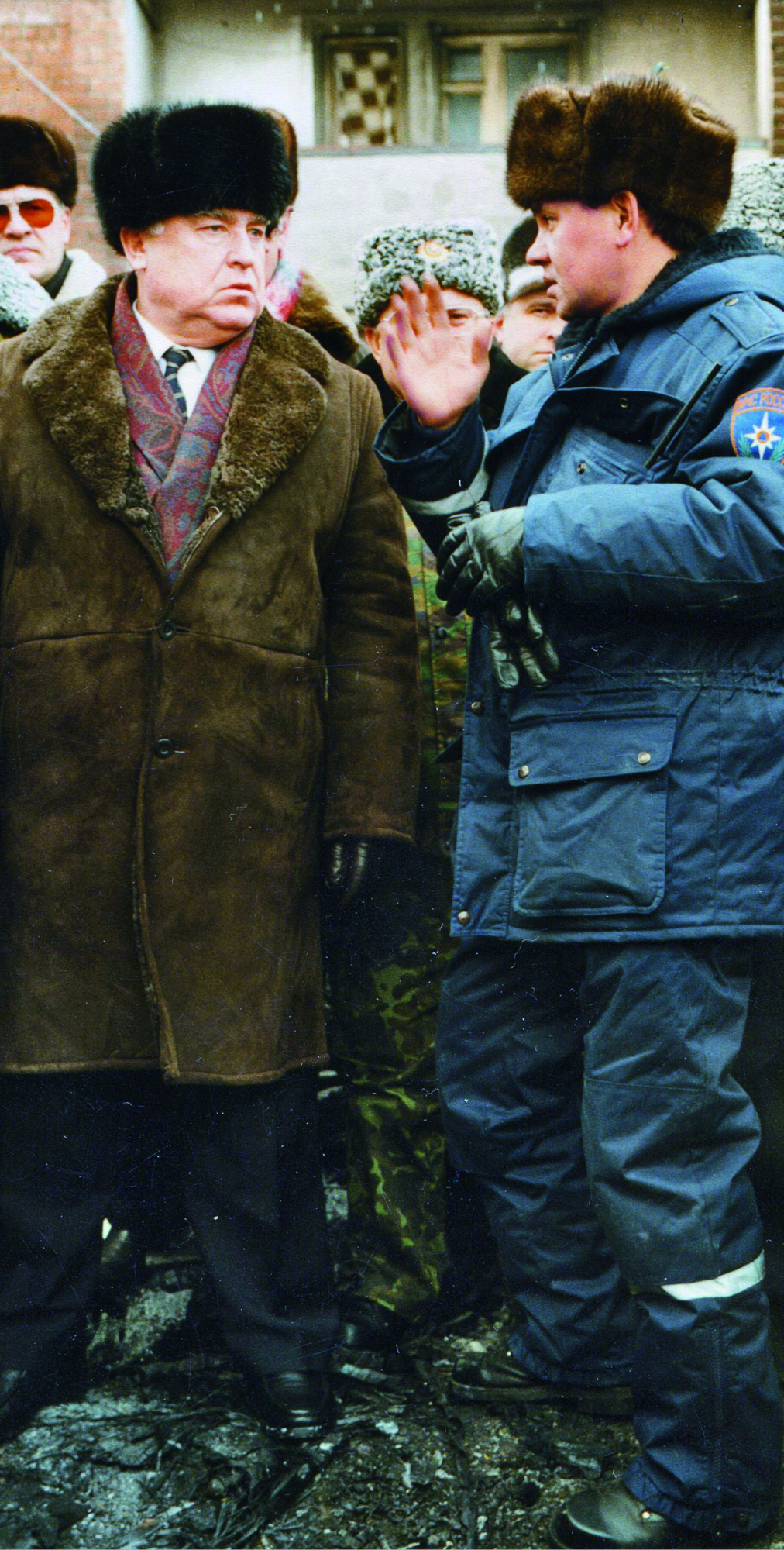
Председатель Правительства России В. С. Черномырдин и глава МЧС России С. К. Шойгу на месте аварии

В 2009 году Генеральный конструктор украинского ЗМКБ «Прогресс» (являющегося разработчиком авиадвигателей для Ан-124) Фёдор Муравченко выступил со своей собственной версией причин катастрофы. На основе проделанных на предприятии исследований и опытов и собственных теоретических выкладок он пришёл к выводу, что к катастрофической ситуации привело повышенное (превышающее нормативное) содержание воды в авиационном топливе (керосине) и как следствие — льдообразование и забивание топливных фильтров, что вызвало помпаж двигателей.
В 2011 году лётчик-испытатель Александр Акименков заявил, что причиной катастрофы борта RA-82005 (08) в Иркутске мог стать звонок одного из пассажиров по китайскому радиотелефону, который повлиял на работу электроники.
В 2018 году академик РАН Евгений Каблов сообщил, что Всероссийский научно-исследовательский институт авиационных материалов (ВИАМ), генеральным директором которого он являлся, занимался изучением грибов, которые могут жить и размножаться в авиационном керосине. По мнению академика, такие грибы могли стать причиной катастрофы:

По мере развития они выбрасывают продукты жизнедеятельности в виде студенистой массы. Если всё это попадает в топливную систему, забивается насос регулятора, и двигатель в полёте может остановиться. Помните катастрофу Ан-124 в Иркутске? Он упал на взлёте, имея четыре двигателя. Там как раз с этим было связано… Летали они куда-то, там, видно, не проверили, в результате расплатились человеческими жизнями. А всё могли бы решить специальные добавки в топливо, которые уничтожают такие микроорганизмы. Это нужно понимать и соблюдать неукоснительно определённые требования, определённую последовательность действий — особенно при полётах в Юго-Восточную Азию и Латинскую Америку.

## Компенсации
Семьи, потерявшие из-за катастрофы кормильцев, получили от правительства единовременную материальную помощь в 20 минимальных заработных плат (тогда МРОТ составлял 83 тыс. 490 руб. или 83,49 руб. после деноминации) — около 1,7 млн «старых» (то есть неденоминированных) рублей. Тем, кто стал инвалидом, не достигнув совершеннолетия, выдали по 200 минимальных заработных плат (17 млн «старых» рублей). Каждый пострадавший получил компенсацию материального ущерба — до 50 млн «старых» рублей на человека. Все, кто потерял родных и близких в катастрофе, получили материальное возмещение в течение 1998 года. Оставшимся без крова было выделено 72 квартиры.
15 марта 1999 года более 50 иркутских семей подали в суд на Министерство обороны РФ. Большинство из них проживали в доме № 120 по улице Мира, на который обрушилась хвостовая часть разбившегося самолёта. На момент обращения в суд истцы уже получили компенсацию материального ущерба, однако потребовали от государства возмещения морального вреда. Одна из заявительниц заявила, что в результате катастрофы перенесла сильное нервное потрясение, была поставлена на учет в психоневрологический диспансер, её саму и её сына мучает бессонница, а по ночам снятся кошмары: горящий дом и обожжённые до неузнаваемости тела.

## Награды
Указом Президента России от 28 августа 2003 года «за мужество, отвагу и самоотверженность при исполнении воинского долга в условиях экстремальной ситуации» были награждены Орденом Мужества посмертно:
- подполковник Фёдоров Владимир Архипович,
- подполковник Иванов Владимир Владимирович,
- майор Пристенский Анатолий Анатольевич,
- майор Батяев Александр Иванович,
- майор Брюханов Михаил Юрьевич,
- майор Олефир Виталий Петрович,
- майор Бессонов Иван Степанович,
- майор Мох Николай Петрович,
- майор Артюхин Иван Иванович,
- майор Савостьяник Борис Иванович,
- старший прапорщик Ворошилов Андрей Алексеевич,
- майор Бурнос Олег Николаевич,
- майор Иванов Олег Юрьевич,
- полковник Полищук Александр Анатольевич,
- полковник Сигарев Иван Дмитриевич.